# Кук, Сэм
Сэм Кук (англ. Sam Cooke; полное имя Сэмюэль Кук, англ. Samuel Cook; 22 января 1931 — 11 декабря 1964) — вокалист, стоявший у истоков соул-музыки. По оценке Allmusic, Сэм Кук является «важнейшим певцом в истории соул-музыки — её изобретателем и наиболее популярным и обожаемым исполнителем, причём не только среди темнокожих, но и среди белых».

## Дорога к славе
Кук был одним из восьми детей баптистского священника из Чикаго. Как и многие дети его круга, он с самых ранних лет пел в церковном хоре, а по вечерам развлекал публику в составе детского коллектива The Singing Children («Поющие дети»). В начале 1950-х Кук становится фронтменом новаторского госпел-коллектива The Soul Stirrers, который пользовался большим успехом в кругах любителей госпела.
Между тем Кук мечтал о более широкой популярности, и не только в среде чернокожих. Его первым шагом в сторону поп-музыки стал сингл «Loveable» (1956). Чтобы не отпугнуть верных поклонников The Soul Stirrers, пластинка была выпущена под псевдонимом «Дейл Кук». Инкогнито сохранить не удалось, и контракт с госпел-лейблом пришлось расторгнуть.
Кук воспользовался обретённой творческой свободой для записи песен, в которых впервые органично слились поп-музыка, госпел и ритм-энд-блюз. Особенный восторг критиков вызывали позаимствованные Куком из арсенала приёмов госпела ненавязчивые повторы ключевых строчек с тонкими интонационными нюансами. Прорыв Кука в чартах связан с песней «You Send Me», которая в 1957 г. достигла 1-го места в Billboard Hot 100, разойдясь по США тиражом свыше 2 миллионов.

## Отец соула
Хотя Куку было сложно повторить успех «You Send Me» как одной из самых популярных записей десятилетия, Кук продолжал с каждым новым синглом оттачивать свою исполнительскую манеру. Каждый месяц чарты пополнялись новыми романтическими балладами Кука, ориентированными преимущественно на подростковую аудиторию, — «For Sentimental Reasons», «Everybody Loves to Cha Cha Cha», «Only Sixteen», «(What A) Wonderful World» и многими другими.
Записав альбом песен Билли Холидей «Tribute to the Lady», Кук перешёл на один из крупнейших лейблов того времени — RCA Records. Записи на новом лейбле отличает редкое в те времена жанровое разнообразие. В лёгкой, но глубоко прочувственной манере записаны песни, ставшие визитной карточкой самого Кука и зарождавшейся соул-музыки в целом, — «Bring It on Home to Me» и «Cupid». Впоследствии их перепевали Тина Тёрнер, Эми Уайнхаус и многие другие исполнители.
В 1960-е гг. певец записывается реже, чем прежде, требуя большей самостоятельности в выборе репертуара и продюсировании собственных записей. Нелепая гибель маленького сына повергла его в депрессию. Кук поддерживал движение чернокожих за равноправие и под влиянием дилановской «Blowin' in the Wind» сочинил величественный гимн этого движения — балладу «A Change Is Gonna Come» («Грядут перемены»).

## Гибель
Утром 11 декабря 1964 г. жизнь Сэма Кука оборвал пистолетный выстрел. Смерть 33-летнего певца наступила при загадочных обстоятельствах. Он был найден нагим (в одном плаще и туфле) в дешёвом лос-анджелесском мотеле. В убийстве Кука призналась администратор мотеля, Берта Франклин, которая утверждала, что Кук в подпитии ворвался в её комнату и попытался её изнасиловать.
Официальная версия смерти Кука — убийство в пределах необходимой обороны — вызвала опровержения со стороны близко знавших его людей. Поползли слухи о том, что оно было подстроено из расистских побуждений. В частности, певица Этта Джеймс, которая видела труп Кука, указывала на следы многочисленных побоев, которые невозможно объяснить самообороной.

## Память о Куке
После смерти Кука часть его репертуара позаимствовал молодой певец Отис Реддинг, в котором многие видели творческого наследника покойного. Отдельные песни Кука исполняли Арета Франклин, The Supremes, The Animals и The Rolling Stones, а также его протеже Бобби Уомак, женившийся на его вдове Барбаре. Дочь Кука вышла замуж за брата Уомака; в настоящее время с восьмерыми детьми живёт в Африке.
При создании в 1986 году Зала славы рок-н-ролла было объявлено, что его изначальными членами будут считаться три покойных исполнителя — Элвис Пресли, Бадди Холли и Сэм Кук. В 1999 г. Куку была посмертна присуждена «Грэмми» за выдающиеся достижения, а журнал Rolling Stone поставил его на 4-е место в списке самых выдающихся певцов эпохи рок-н-ролла.
Песни Кука нередко исполняются на торжественных для афроамериканского сообщества событиях. В 1965 г. чернокожего активиста Малколма Икса хоронили под звуки «A Change Is Gonna Come». После объявления о победе Барака Обамы на президентских выборах 2008 года он обратился к своим сторонникам, собравшимся в Чикаго, с речью, первые строки которой перефразируют рефрен общеизвестной песни Кука:

«It’s been a long time coming, but tonight, because of what we did on this day, in this election, at this defining moment, change has come to America.»